# Fashion of His Love
"Fashion of His Love" é uma canção gravada pela cantora e compositora norte-americana Lady Gaga, inclusa na versão especial do seu segundo álbum de estúdio, Born This Way, lançado mundialmente a 23 de Maio de 2011. Contudo, a canção foi disponibilizada através do jogo online FarmVille quatro dias antes como uma maneira de ajudar a promover e divulgar o disco. O tema foi escrito e composto pela artista em colaboração com Fernando Garibay, tendo ambos também ficado a cargo da produção e arranjos. Musicalmente, "Fashion of His Love" é uma faixa do género musical dance-pop que contém uma referência ao falecido estilista britânico Alexander McQueen, que também era um grande amigo da cantora.
Gaga declarou que a falecida cantora Whitney Houston foi uma enorme inspiração durante a composição das canções do álbum, inclusive em "Fashion of His Love". Isto foi também notado pela crítica especialista em música contemporânea, que fez diversas comparações ao trabalho "I Wanna Dance With Somebody (Who Loves Me)" (1987), de autoria de Houston. Além disso, a canção foi também elogiada pela sua produção de música dos anos 1980 e pelo seu tema. Após o lançamento de Born This Way, "Fashion of His Love" entrou em duas tabelas musicais internacionais devido a uma imensa quantidade de downloads digitais, tendo atingido um máximo de 116 na Coreia do Sul. A música já foi interpretada por várias vezes pela artista, uma vez que foi inclusa na set list da sua terceira digressão mundial, a The Born This Way Ball (2012-13).

## Antecedentes e lançamento

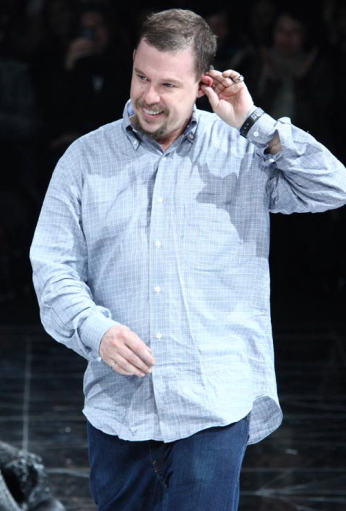
"Fashion of His Love" é uma homenagem ao estilista Alexander McQueen, que faleceu em 2010.

Antes do lançamento da música, Gaga revelou no seu perfil do Twitter que o tema da canção era sobre o lendário desenhador de moda britânico Alexander McQueen, que falecera a 11 de Fevereiro de 2010 no seu apartamento em Londres. Ela disse que foi bastante afectada pela morte trágica de McQueen e escreveu uma música como um tributo pessoal ao costureiro. Cinco dias após a morte do estilista, a artista fez uma interpretação ao vivo das canções "Telephone" (2010) e "Dance in the Dark" (2010) na cerimónia de 2010 dos BRIT Awards usando uma das criações de McQueen. Ela também homenageou-o dizendo: "Isto é pelo Alexander McQueen", e depois comemorou-o ao aceitar o seu prémio na categoria "Álbum Internacional" por The Fame (2008) mais tarde nessa noite. Um ano após a morte do desenhador, Gaga declarou em uma entrevista que estava a canalizar McQueen para que pudesse compor as músicas de Born This Way.
Antes mesmo de Born This Way atingir as lojas, várias canções do álbum foram sendo divulgadas como maneira de antecipar e promover o seu lançamento. "Marry the Night" foi lançada no jogo virtual FarmVille a 17 de Maio, seguida por "Electric Chapel" no dia seguinte, e "Fashion of His Love" no dia após este. Born This Way foi finalmente lançado a 23 de Maio, com esta música aparecendo como a décima primeira faixa da versão especial do mesmo. Como explicado em uma entrevista ao PopCrush, a razão pela qual "Fashion of His Love" não conseguiu entrar na edição padrão de Born This Way foi por ser "divertida, mas muito leve".
No álbum existem duas versões de "Fashion of His Love": a original, produzida por Fernando Garibay, e a remistura, que foi produzido também por Garibay. A remistura foi inclusa no segundo disco da versão especial, que foi distribuído como um bónus para os compradores do disco e consiste em remisturas de cinco canções de Born This Way. A produção e os arranjos da remistura não diferem bastante da versão original, com a diferença mais notável sendo a instrumentação de electropop e a adição de sintetizadores electrónicos, que fez com que a música soasse mais "actual," segundo o analista Scott Shettler do Idolator.

## Estrutura musical e gravação

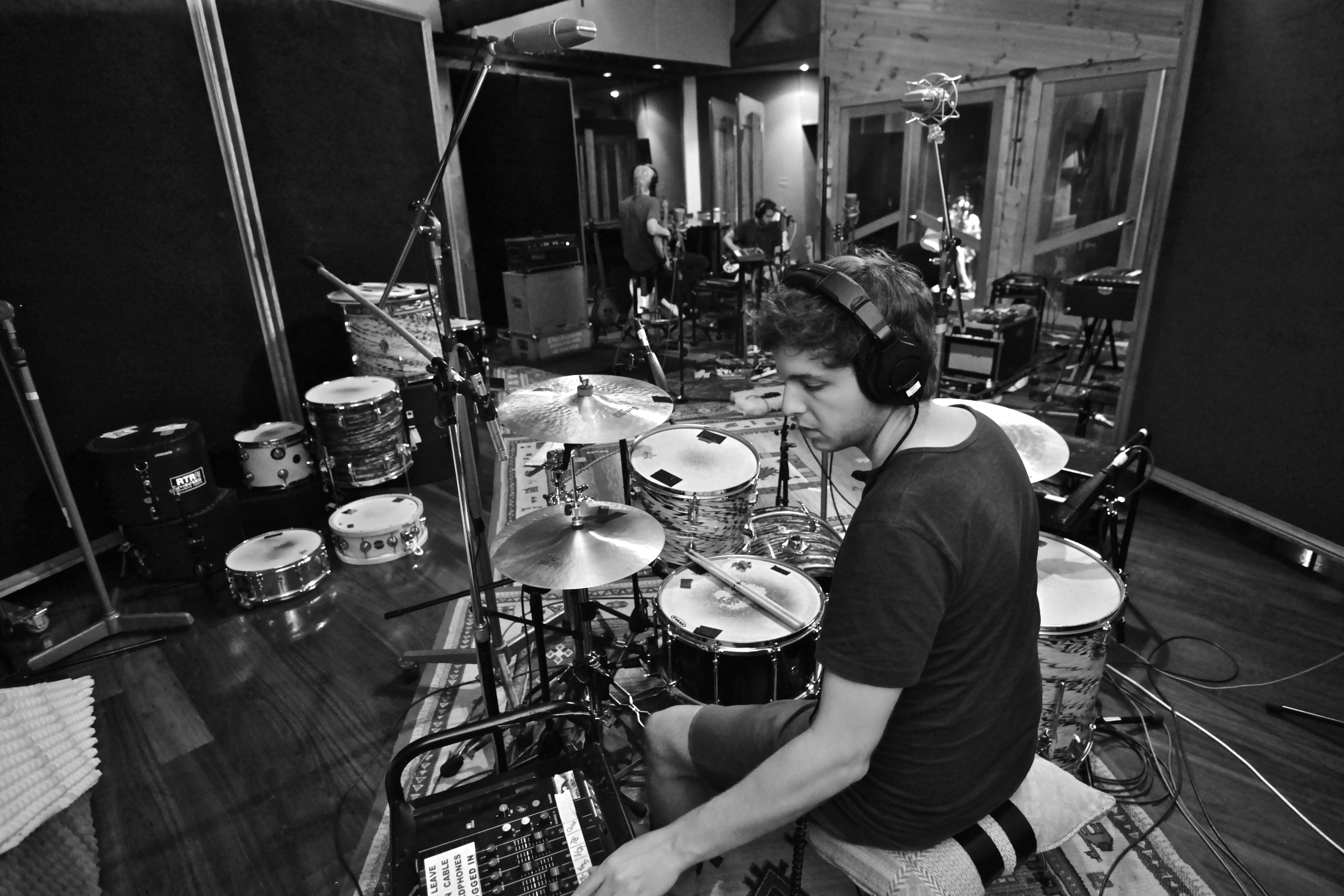
A gravação de "Fashion of His Love" decorreu no estúdio Sing Sing (imagem) em Melbourne, Austrália, sob a direcção de Dave Rusell.

"Fashion of His Love" é uma canção de ritmo moderado do género musical dance-pop com duração total de três minutos e quarenta e cinco segundos (3:45) que apresenta um som de dança similar ao de músicas dos anos 1980. Foi uma das primeiras músicas compostas para Born This Way. A música foi igualmente escrita e produzida por Gaga e Fernando Garibay, tendo este último ficado encarregue ainda dos arranjos e produção adicional. A sua gravação decorreu nos Sing Sing Studios, localizados na cidade de Melbourne, Austrália, sob a direcção de Dave Rusell, que ficou a cargo também da mixagem no The Mix Room na cidade de Burbank, Califórnia. Ainda em Burbank, foi mais tarde levada para o estúdio Oasis Mastering para que Gene Grimaldi pudesse tratar da masterização e retoques finais. A sua produção consiste maioritariamente em sintetizadores e efeitos vocais. A ponte de "Fashion of His Love" é um ré-trabalho do refrão de uma canção não-lançada que Gaga compôs com o artista DJ Space Cowboy intitulada "Earthquake (Then You'd Love Me)".
Na canção, Gaga fala sobre encontrar um tipo de amor que jamais conheceu e também sobre superar auto-inseguranças e iniciar uma relação séria, evocando sentimentos de felicidade ao ouvinte à medida que transmite a sua mensagem. A faixa inicia com a cantora a explicar o estado da sua vida amorosa no momento: "I never was the kind of girl that’s naturally sure when it comes to love / Oh no, I was insecure / But when it comes to you and me, I can’t deny this feeling inside / Oh no, I never felt like this before." Quando chega o refrão, um enorme e longo gancho com "batida dos anos 1980" acompanha a música, muito similar ao êxito "I Wanna Dance with Somebody (Who Loves Me)" (1987) da falecida cantora Whitney Houston. Mais adiante, a letra faz referências leves mas específicas a McQueen, em versos como "I’m physically crafted to be as fitting as McQueen".
Durante o seu discurso de aceitação após ter vencido a categoria "Melhor Álbum Pop Vocal" pelo extended play (EP) The Fame Monster na cerimónia de 2011 dos Grammy Awards, Gaga afirmou que Houston foi uma das principais inspirações em Born This Way, dizendo que queria agradecer a cantora, pois enquanto escrevia as canções do disco, Gaga imaginava que Houston estivesse a cantá-las — pois ela não estava confiante o suficiente em si própria para imaginar que era uma super-estrela.

## Crítica profissional
| Críticas profissionais | Críticas profissionais |
| Avaliações da crítica  | Avaliações da crítica  |
| Fonte                  | Avaliação              |
| ---------------------- | ---------------------- |
| Autostraddle           | (positiva)             |
| Examiner.com           | (mista)                |
| Idolator               | (positiva)             |
| PopCrush               | [ 8 ]                  |
| Pop Dust               | (mista)                |
| Terra                  | (positiva)             |
| TIME                   | (negativa)             |
| World                  | (mista)                |

Em geral, a canção foi recebida com opiniões positivas pela crítica especialista em música contemporânea. Vários críticos fizeram comparações ao êxito "I Wanna Dance with Somebody (Who Loves Me)" (1987) da falecida cantora Whitney Houston.

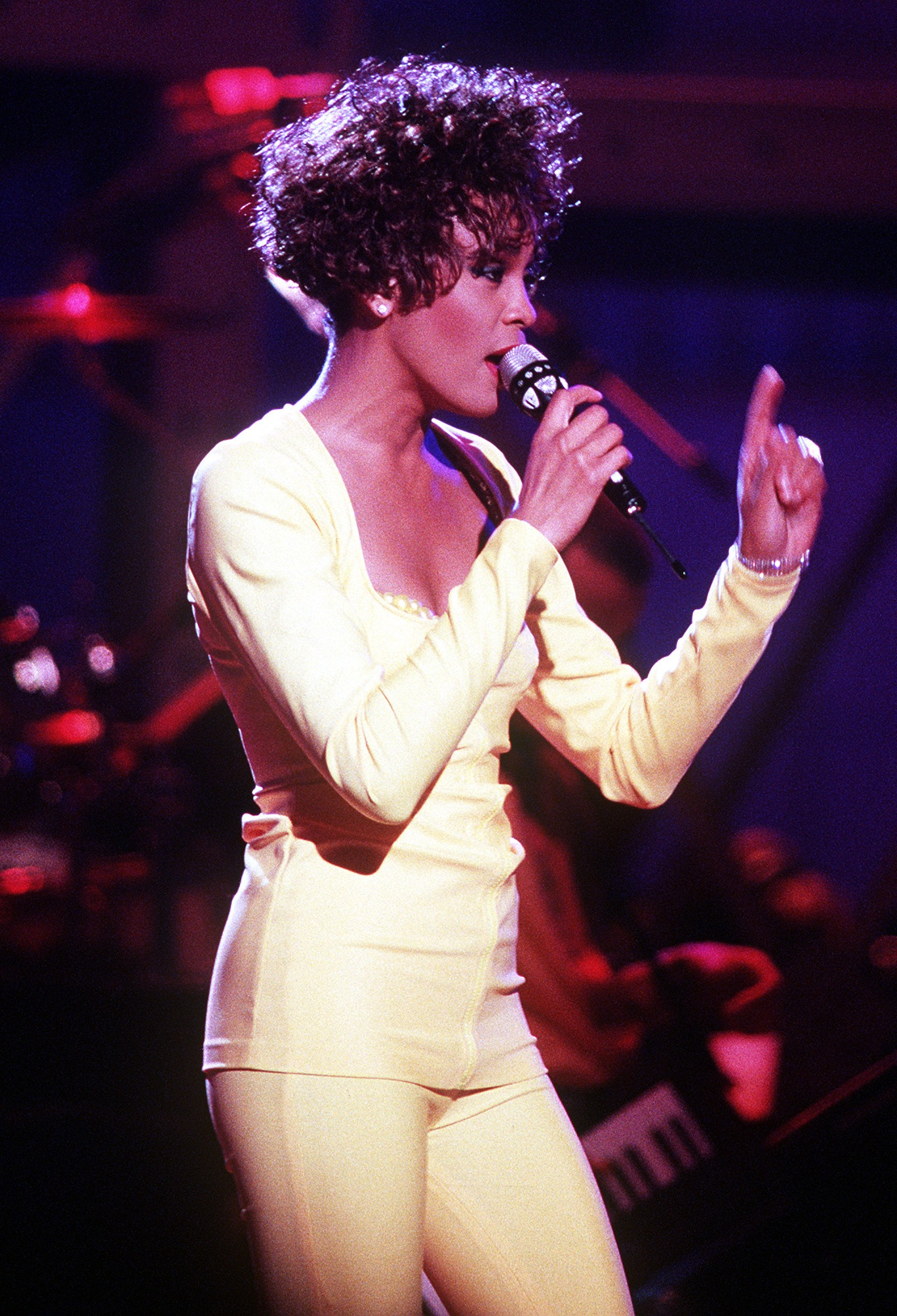
Vários críticos fizeram comparações entre a canção e "I Wanna Dance with Somebody (Who Loves Me)" (1987), de Whitney Houston.

Scott Shettler, do blogue PopCrush, atribuiu três estrelas a partir de uma escala de cinco, acrescentando que "a canção é divertida, no entanto, leve". Cristin Maher, também do PopCrush, chamou o tema de "divertido" e ainda de "uma versão renovada" de "I Wanna Dance With Somebody (Who Loves Me)", mas afirmou que "algumas pessoas podem sentir-se distanciadas disso, tendo em conta que tem aquele andamento [de música] dos anos oitenta". Becky Bain, do Idolator, descreveu-a como uma "música de dança melodiosa que soa como se tivesse vindo directamente do anos 1980" e afirmou que "dá muito mais significado ao facto de Gaga ter agradecido Whitney nos Grammys". Mais tarde, ele declarou que a canção fala sobre um "deus da moda", referindo-se a McQueen. O blogueiro norte-americano Perez Hilton afirmou que este é um dos seus temas favoritos de Born This Way: "É uma injeção de adrenalina ao coração! É pornografia para os ouvidos! É amor e felicidade e esperança, tudo misturado em um pacote esquisito." Por outro lado, Carlos Macias, da revista Terra, comparou "Fashion of His Love" com "Open Your Heart" (1986), música de autoria de Madonna. Marcia continuou:
"Pondo isso de lado, a faixa soa como uma canção pop dos anos 80. Lembra-me de 'I Wanna Dance with Somebody' de [Whitney] Houston. Não é uma canção excelente, mas ainda melhor que qualquer coisa que outros artistas incluíram como faixas bónus nos seus álbuns."
Carlos Fresneda, da revista World, descreveu a obra como "uma canção de amor e o penúltimo aceno póstumo descarado aos anos 80, misteriosamente ligado ao tema que segue". Em contrapartida, St Katherine Asapah, do website musical Pop Dust, explicou: "É exactamente como 'I Wanna Dance With Somebody', progressão de acordes, batida, melodia, até mesmo os acentos rítmicos nas letras. As partes que não são exactamente como o êxito de Houston, roubam o refrão e versos de 'Born This Way'. Há uma reviravolta nas notas [musicais] da canção. O conceito de 'Fashion of His Love' soa como a primeira ideia genial que você teria em uma explosão de ideias, e depois descartaria por ser óbvia demais." Max Osman, do sítio Examiner.com, chamou a música de "um tributo lindo a Alexander McQueen", enquanto Patrick Broadnax, do mesmo sítio, escreveu que a obra soa como uma canção pop da cantora Cyndi Lauper e disse que "não é excelente, embora valha a pena como uma canção dance." Senior Crystal, da revista online Autostraddle, chamou a música de "doce e muito boa por grande parte de sua duração". Claire Suddath, para a revista TIME criticou o uso de sintetizadores e efeitos vocais na música.

## Apresentações ao vivo

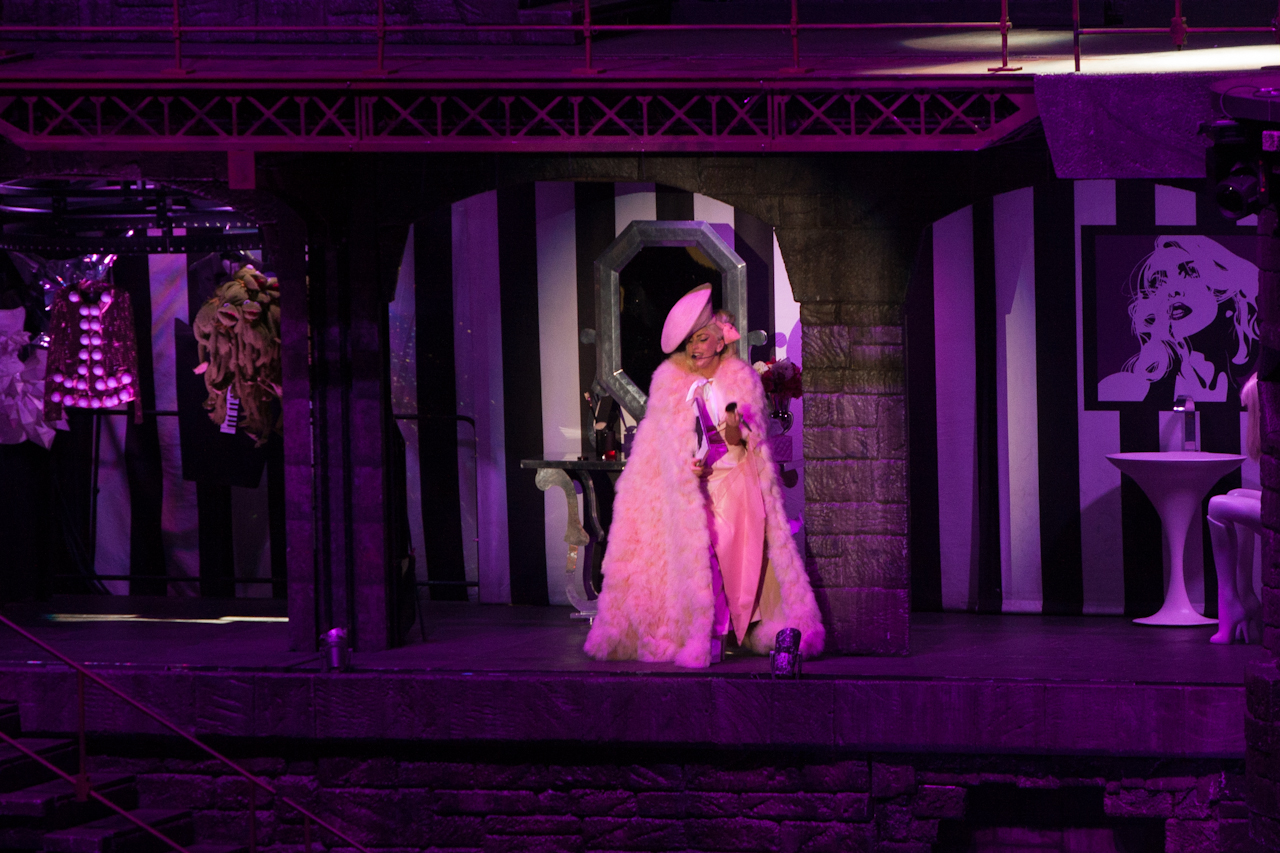
Gaga a cantar "Fashion of His Love" em Milão em um dos concertos da The Born This Way Ball na noite de 2 de Outubro de 2012.

"Fashion of His Love" foi incluída na set list da terceira digressão mundial de Gaga, a The Born This Way Ball, tendo sido posicionada como a primeira música a ser interpretada durante o segundo acto. No início da sua apresentação, a artista traz consigo uma sensação pesada e uma ambientação obscura como o cenário. Segundo o jornal castelhano El Espectador, após isto, o cenário converte-se em um luxuoso "castelo da Barbie" e a cantora usa roupas que podem ser observadas através das janelas do castelo. Gaga dança e canta nas portas e escadas da estrutura de castelo, e logo depois tira uma foto de si própria vestida como o seu alter-ego Jo Calderone. A versão ao vivo da canção tem uma introdução extensa e é cantada sem a segunda estrofe, as pontes nem o refrão após o interlúdio. A música termina de maneira abrupta e "Just Dance" (2008) começa a tocar imediatamente, incluindo um outro remisturado.
Durante o decorrer da apresentação, Gaga usou uma ampla variedade de vestuários, entre os quais destacam-se o Origame Crane Dress de Christian Dada e o Heart Attack Look por Moschino. O primeiro destes foi estreado no concerto de 12 de Maio de 2012 em Saitama, Japão. Sobre o vestido, Dada afirmou que o criou a pensar "na realidade do Japão e na esperança de um futuro". Por outro lado, Moschino criou as suas seis vestimentas especialmente para essa apresentação, tendo afirmado que o primeiro usado pela artista é "a visão de um ataque cardíaco". O look completamente roxo consiste em uma camada com rodas de tafetá e um biquíni de lantejoulas, além de conter os símbolos usados pela sua casa de modas para representar a o paz e amor. O seu vestuário completa-se com uma tiara gigante em forma de coração.
Na paragem da digressão na cidade de Estocolmo, Suécia a 30 de Agosto de 2012, ocorreu uma falha técnica durante a interpretação de "Fashion of His Love", e o concerto nessa noite teve de ser interrompido por cerca de cinco minutos. Sem poder cantar a música ou fazer qualquer tipo apresentação, Gaga chamou ao palco o fotógrafo Terry Richardson, que fazia a cobertura fotográfica do evento, para que cantassem uma versão acapella da música. Logo depois, a cantora desceu para o nível mais baixo do palco e respondeu a perguntas de seus fãs, de modo que "eles não ficassem entediados", segundo ela.

## Créditos e pessoal
Os créditos seguintes foram adaptados do encarte da versão especial do álbum Born This Way (2011) e do portal Allmusic:
Locais de gravação
- Gravada no Sing Sing Studios em Melbourne, Austrália
- Mixada no The Mix Room em Burbank, Califórnia, EUA
- Masterizada no Oasis Mastering em Burbank, Califórnia, EUA

Pessoal
- Stefani Germanotta — vocais principais, composição, produção, vocais de apoio
- Fernando Garibay — composição, produção e arranjos, programação, teclado
- Dave Russell — gravação vocal, mixagem
- Gene Grimaldi — masterização
- Paul Pavao — assistência
- Anna Webster — assistência

## Alinhamento de faixas
"Fashion of His Love" foi inclusa como a décima primeira faixa de Born This Way, tendo sido disponibilizada apenas no primeiro disco da versão especial do álbum. Um remix oficial foi produzido por Fernando Garibay e lançado via download digital a 23 de Maio de 2011, o mesmo dia que o lançamento de Born This Way. Além disso, foi incluso no segundo disco da versão especial de Born This Way como a quinta e última faixa.
Born This Way: Versão especial (disco 1)
1. "Fashion of His Love" — 3:39

Born This Way: Versão especial (disco 2)
1. "Fashion of His Love" (Fernando Garibay Remix)" — 3:45

Remix oficial
1. "Fashion of His Love" (Fernando Garibay Remix)" — 3:45

## Desempenho nas tabelas musicais
Após o lançamento de Born This Way no Reino Unido, "Fashion of His Love" estreou na posição 140 da tabela musical UK Singles Chart. Na Coreia do Sul, onde vendeu 269.068 cópias na semana de lançamento do disco, estreou no posto 134 da tabela Gaon Chart.
| País — Tabela musical (2011)                                 | Posição de pico |
| ------------------------------------------------------------ | --------------- |
| Coreia do Sul — Gaon Digital Chart                           | 134             |
| Reino Unido — UK Singles Chart (The Official Charts Company) | 140             |